# 里德施塔特
里德施塔特（發音：[ˈʁiːtˌʃtat] ⓘ）是德国黑森州达姆施塔特行政区大盖劳县的城市，面积73.73平方千米，2023年12月31日人口为24,464人。

## 友好城市
里德施塔特与以下城市结为友好城市：
- 法國 布列讷堡
- 義大利 索尔蒂诺
- 立陶宛 陶拉盖